# 4346 Whitney
A 4346 Whitney (ideiglenes jelöléssel 1988 DS4) a Naprendszer kisbolygóövében található aszteroida. Noymer, A. J. fedezte fel 1988. február 23-án.